# Pablo Neruda
Pablo Neruda, właściwie Ricardo Eliecer Neftalí Reyes Basoalto (ur. 12 lipca 1904 w Parral w Chile, zm. 23 września 1973 w Santiago) – chilijski poeta, laureat Nagrody Nobla w dziedzinie literatury w 1971. Pseudonimu Pablo Neruda użył po raz pierwszy w 1920, kiedy to podpisał nim swoje debiutanckie wiersze opublikowane w czasopiśmie Selva Austral, pseudonim później zalegalizowano. Imię Pablo przyjął prawdopodobnie po francuskim poecie Paulu Verlainie, a nazwisko po czeskim poecie i prozaiku Janie Nerudzie.
Neruda jest uważany za jednego z najwybitniejszych i najbardziej wpływowych poetów XX w. Kolumbijski pisarz, noblista Gabriel García Márquez, nazwał Pablo Nerudę największym poetą XX w. wszystkich języków.

## Życiorys
Poeta jest autorem dwóch największych w historii publicznych odczytów autorskich, rekordowych pod względem zebranej widowni. 15 lipca 1945 Neruda czytał swoje prace na Estádio do Pacaembu w São Paulo w Brazylii w hołdzie komunistycznemu rewolucjoniście Luisowi Carlosowi Prestesowi, jego publicznością było ponad 100 tys. ludzi. Kiedy Neruda powrócił do Chile po odebraniu Nagrody Nobla prezydent Salvador Allende zaproponował podczas uroczystego powitania na Estadio Nacional de Chile w Santiago, aby poeta wyrecytował swoje wiersze w obecności ponad 70 tys. osób.
Neruda należał do Komunistycznej Partii Chile. 22 listopada 1950 r. w Warszawie na II Kongresie Obrońców Pokoju został wybrany w skład Światowej Rady Pokoju. Sygnatariusz apelu sztokholmskiego w 1950 roku.
Pośmiertnie wydane wspomnienia pt. Wyznaję, że żyłem odsłaniają wiele ciemnych stron z życia Nerudy – m.in. przyznaje się tam do gwałtu na tamilskiej służącej na Cejlonie, gdzie pracował na misji dyplomatycznej.

### Kontrowersje wokół śmierci
Neruda zmarł w szpitalu kilka dni po wojskowym zamachu stanu. Oficjalną przyczyną śmierci był rak prostaty i niedożywienie. Podejrzewano jednak, że został otruty. Jeden ze znajomych poety stwierdził, że 2 dni przed śmiercią Neruda ważył blisko 100 kg, co obalało teorię o niedożywieniu.
Według jednej z wersji został zamordowany przez członków wojskowej junty Pinocheta, ale w 2013 roku międzynarodowy zespół 15 chilijskich i zagranicznych ekspertów od medycyny sądowej po badaniach szczątków wykluczył otrucie, które podejrzewano na podstawie zeznań jego współpracowników. Wykluczenie otrucia nie oznacza, że nobliście nie podano środka, który mógł spowodować jego śmierć. Ostatnio pojawił się wyraźny trop wskazujący, że Michael Townley mógł wstrzyknąć w roku 1973 będącemu w szpitalu Pablowi Nerudzie środek, po którym noblista zmarł.
W 2017 roku zespół specjalistów stwierdził, że na pewno Neruda nie zmarł na raka prostaty. W lutym 2023 poinformowano o wykryciu laseczek jadu kiełbasianego w ekshumowanych szczątkach, co obala tezę o naturalnej śmierci.

## Twórczość

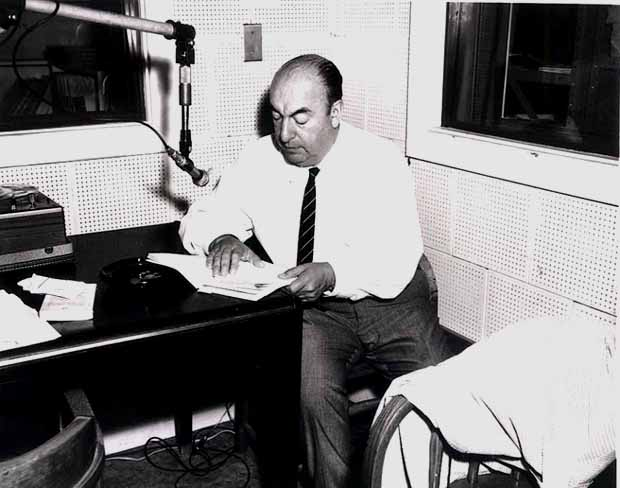
Pablo Neruda

Przeniknięta humanizmem twórczość Nerudy rozwijała się początkowo w kręgu tradycji modernistycznej (tomik Crepusculario 1923, erotyki Veinte poemas de amor y una canción desesperada 1924). W późniejszych zbiorach (Tentativa del hombre infinito 1926, Residencia en la tierra, t. 1–2 1933–35) zaznaczyły się wpływy surrealizmu i odrębny styl poetycki Nerudy, charakteryzujący się dynamizmem, oryginalną symboliką, plastycznością obrazów, nastrojami niepokojów i katastroficznych lęków.
Doznania z lat hiszpańskiej wojny domowej 1936–1939 zainspirowały Nerudę do napisania poematu España en el corazón (1937), przeobrażając poetę z subiektywnego liryka i romantycznego wizjonera w wyraziciela rewolucyjnych idei społecznych i politycznych, który gwałtowne obrazy poetyckie i hermetyczną formę zastąpił spokojniejszą metaforyką i dydaktyzmem. Kulminacją tych tendencji jest Pieśń powszechna (1950, wyd. pol. 1954 w przekł. K.I. Gałczyńskiego i in.) – wielka epopeja walki wyzwoleńczej ludów Ameryki Łacińskiej, a zarazem hymn na cześć piękna jej przyrody.
W późniejszych zbiorach rozmach epicki ustąpił miejsca poezji codzienności (Odas elementales, t. 1–3 1954–1957), niepokój – optymistycznej wierze w życie i miłość (Cien sonetos de amor 1957, Estravagario 1958), a żarliwe zaangażowanie polityczne – pogodnej i niepozbawionej humoru autorefleksji (Memorial de la Isla Negra, t. 1–5 1964).
Neruda był ponadto autorem dramatu Sława i śmierć Joachima Muriety (1967, wyst. pol. 1971) oraz pośmiertnie wydanych wspomnień: Wyznaję, że żyłem (1974, wyd. pol. 1976; kończy je opis przewrotu w Chile 1973 – rozdział Allende) i Para nacer he nacido (1978). W 1971 otrzymał Nagrodę Nobla. Jego prace przetłumaczono na kilkadziesiąt języków.
Pogrzeb poety, na który, mimo działań władz, przyszły tysiące Chilijczyków, stał się pierwszą tak liczną publiczną demonstracją przeciwko rządom junty Augusto Pinocheta.

## Dzieła
- Pieśń świąteczna (1921)
- Rzecz o zmierzchu (1923)
- Dwadzieścia wierszy o miłości i jedna pieśń rozpaczy (1924)
- Ryzyko człowieka nieśmiertelnego (1926)
- Pobyt na Ziemi I (1933)
- Pobyt na Ziemi II (1933)
- Pobyt na Ziemi III (1936)
- Pieśń powszechna (1950)
- Księga pytań (wyd. pol. 2018)

## Odniesienia w kulturze
- Jorge Luis Borges nazwał go wyjątkowo podłym człowiekiem i wyjątkowo dobrym poetą[8][9].
- Postać Pablo Nerudy (grana przez Philippe’a Noireta) pojawia się we włoskim filmie Listonosz.
- Bohaterowie autobiograficznej książki Ernesto Che Guevary pt. Dzienniki Motocyklowe i późniejszej adaptacji filmowej tego dzieła, recytują z pamięci wiersze autorstwa Nerudy (jak i utwory innych znamienitych poetów, np. Lorki i Keatsa, którzy wywarli na nich wielki wpływ).
- W serialu Jak poznałem waszą matkę Pablo Neruda jest ulubionym poetą głównego bohatera. W kilku odcinkach odniesienia do jego poezji stanowią istotną część fabuły i wpływają na jego akcje.
- Isabel Allende wspomina o nim w swojej powieści Dom duchów, gdzie nazywa go „Poetą”.